# 路易斯维尔大学红雀队
路易斯维尔大学红雀队（英語：Louisville Cardinals）代表路易斯维尔大学参加国家大学体育协会（NCAA）的多项赛事，包括10支男子运动队与13支女子运动队。2015年至2013年间，路易斯维尔大学属于大东联盟的成员。2014年起，学校开始加入大西洋沿岸联盟。

## 全国冠军
路易斯维尔大学校史上获得过三次NCAA全国冠军头衔：
- 男子（3次）
  - 篮球（3次）：1980年、1986年、2013年 （2013年冠军后被NCAA取消[2]）